# Bahía de Chetumal
La bahía de Chetumal es una gran entrada del mar Caribe en el sur de la península de Yucatán, entre México y Belice.
Está situada entre las coordenadas 18° 33′ N y 88° 08′ O y políticamente se encuentra dividida entre México y Belice, cuya frontera discurre por la mitad de sus aguas, tiene una profundidad muy baja por lo que no tiene puertos de alto calado y en ella se encuentra una única isla, Tamalcab. Está separada del mar Caribe por una gran saliente continental de la península en México y por el cayo Ambergris en Belice.
En la bahía de Chetumal desemboca el río Hondo que señala la frontera entre México y Belice y es una de las pocas corrientes superficiales de la península de Yucatán. En el punto de la desembocadura del río en la bahía se encuentra la ciudad de Chetumal que da nombre a la bahía y es la ciudad más importante de la región y capital del estado mexicano de Quintana Roo.
La bahía de Chetumal está considerada un santuario para el manatí, un mamífero acuático en peligro de extinción que es considerado un símbolo de esta región.
Se encuentra comunicada con el mar Caribe en territorio mexicano a través del canal de Zaragoza en la población de Xcalak.

## Enlaces externos

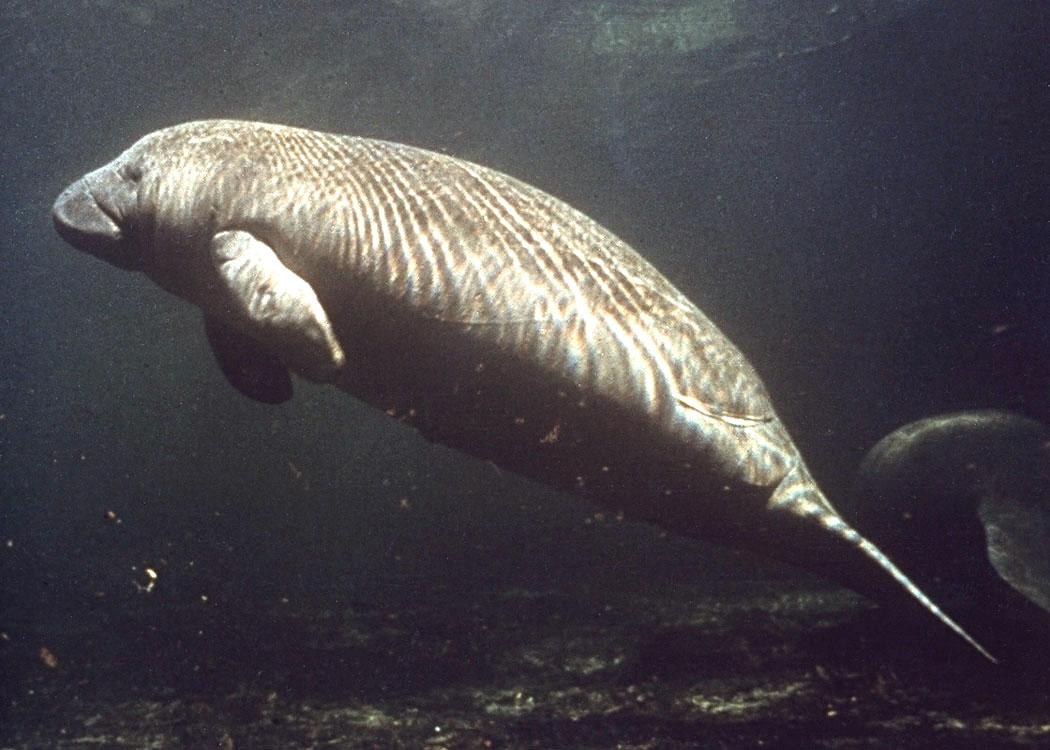
Manatí.